# Dominique Potard
Pour les articles homonymes, voir Potard.
Dominique Potard est un écrivain français, né en 1955 à Épinal.
Après une formation aux métiers de la montagne — il est guide de haute montagne et moniteur de ski — il exerce en parallèle l'activité de journaliste spécialisé pour des magazines de montagne. Il crée alors une petite maison d'édition qui édite des livres très spécialisés pour des professionnels de la montagne.
En 1997, il écrit Le Port de la Mer de Glace, un petit roman qui a pour thème central l'escalade et la montagne, vus du côté humoristique et burlesque. Suivront deux autres romans de la même veine : Titanesque en 2001 et Compagnons de bordée en 2003. Puis un recueil de dessins et de poèmes Bienvenue au Savoy Bar ! et un Grand dictionnaire d'alpinisme illustré dans lequel il donne des définitions très personnelles de termes d'alpinisme.
Son humour décrit « l'alpinisme aux antipodes de la gloire » ; il fait dire à un de ses personnages : « Comme certaines ascensions durent plusieurs jours, pourquoi gâcher de si belles soifs avec de l’eau ? ».
Dominique Potard a également écrit des livres « sérieux », notamment Patrick Berhault, coécrit avec Michel Bricola, qui retrace le parcours de cet alpiniste. Ce livre a reçu le « Prix des Écrins René Desmaison - Prix du Livre d'Alpiniste (Prix spécial du Jury) » en 2008.

## Publications
- Bienvenue au Savoy Bar !, Éditions Guérin  (ISBN 2 911 755 73 1)
- Compagnons de bordée, Éditions Guérin  (ISBN 2 911 755 67 7)
- Grand dictionnaire d'alpinisme illustré, Éditions Guérin  (ISBN 978-2-35221-014-6)
- Le Port de la Mer de Glace, Éditions Guérin, janvier 1998  (ISBN 2 911 755 08 1)
- Skieurs du ciel, Éditions Guérin, janvier 2013  (ISBN 978-2-35221-063-4)
- Titanesque, Éditions Guérin  (ISBN 2 911 755 52 9)
- Le Port de la Mer de Glace Tome 2 : Trois coqs sur la banquise, Éditions Guérin, septembre 2017  (ISBN 978-2-916552-64-4)
- Le Port de la Mer de Glace Tome 3 : Le retour de Clint Eastwood, Éditions Guérin, mai 2019  (ISBN 978235221-2843)
- Le Port de la Mer de Glace Tome 4 : Allô la Terre, Éditions Guérin, octobre 2020  (ISBN 978235221-3338)
- Le Port de la Mer de Glace Tome 5 : La sirène des Bermudes Éditions Guérin, février 2022  (ISBN 978235221-3475)
- Le Port de la Mer de Glace Tome 6 : Le promeneur de l'Everest, Éditions Guérin, 15 juin 2023  (ISBN 978235221-3918)
- Le Port de la Mer de Glace Tome 7 : Une excursion dans l'au-delà, Éditions Guérin, 6 juin 2024  (ISBN 978235221-5172)